# Mary Bell
Mary Flora Bell (Newcastle upon Tyne, 26 mei 1957) is een Britse moordenares, verantwoordelijk voor de dood van twee kleine jongens in de achterbuurten van Newcastle eind jaren zestig. Opmerkelijk is dat ze op het moment van de moorden slechts 11 jaar oud was. Omwille van haar jonge leeftijd en onschuldige uiterlijk krijgt ze soms de bijnaam "The British Bad Seed" toegekend; een verwijzing naar de film The Bad Seed, die het verhaal vertelt van een moordlustig 8-jarig meisje. Moeder Beth Bell, een prostituee, deed aan SM en het is mogelijk dat Mary getuige is geweest van seksuele verwurgingen van klanten door haar moeder.

## Moorden
Mary Bell maakte haar eerste slachtoffer op 25 mei 1968. Ze wurgde de 4-jarige Martin Brown en liet hem achter in een verlaten huis. Aanvankelijk werd zijn dood als een ongeval beschouwd, aangezien niets in de richting van moord wees. 
Niet veel later zou Mary samen met haar vriendinnetje Norma Bell (geen familie) de 3-jarige Brian Howe doden. Ze wurgde hem. Later keerden ze terug naar de plaats delict en kerfden een "M" in de buik van de peuter. Uiteindelijk werden de twee moorden met elkaar in verband gebracht en de twee meisjes werden aangehouden.

## Uitspraak
Mary Bell werd schuldig bevonden aan doodslag op grond van onvolledige verantwoordelijkheid op 17 december 1968. Ze werd veroordeeld tot opsluiting voor onbepaalde tijd. De jury baseerde haar uitspraak voornamelijk op de getuigenissen van jeugdpsychiaters, die van mening waren dat zij leed aan een antisociale persoonlijkheidsstoornis. Norma Bell werd onschuldig bevonden. Mary werd aanvankelijk in een internaat geplaatst, maar werd in 1978 overplaatst naar een open gevangenis, waaruit ze tijdelijk ontsnapte.

## Heden
In 1980, op 23-jarige leeftijd, kwam ze vrij en ze kreeg het recht op anonimiteit om een nieuw leven onder een andere naam te beginnen. In 1984 werd ze moeder van een dochter en in 2008 werd ze oma.